# Baron d'Holbach
Barun Paul Henri Thiry d'Holbach, izvorno njemačkog imena Paul Heinrich Dietrich von Holbach (rođen u Edesheimu, 8. prosinca 1723. – umro u Parizu, 21. veljače 1789.), bio je francuski filozof i enciklopedist njemačkog podrijetla. Autor je poznatog filozofskog traktata "Sustav prirode" i drugih filozofskih djela. Pisao je pod pseudonimom Jean-Baptiste Mirabaud, kojeg je preuzeo po uzoru na jednog prethodnog francuskog pisca i prevoditelja. Uvjereni ateist i pristalica filozofskog materijalizma, te suradnik u pisanju opće enciklopedije "L'Encyclopédie", D'Holbach je bio jedna od najznačajnijih ličnosti radikalnog prosvjetiteljstva.
U svojim filozofskim djelima, posebno u Sustavu prirode i pojednostavljenoj inačici Zdravom razumu D'Holbach razvija svoj metafizički sustav utemeljen na materijalizmu i strogom determinizmu, koji će mu kasnije poslužiti kao teorijski temelj za oštru kritiku Crkve i općenito kršćanstva. D'Holbach je dao i važan doprinos etici u svojim posljednjim djelima La politique naturelle i Système social u kojima predlaže društveni moral utemeljen na imanentnosti i utilitarizmu, odbacujući ideje ikakve Božje nagrade i kazne nakon smrti.
Imao je bitnu ulogu u razvoju i jačanju francuskog prosvjetiteljstva, ne samo kao filozof, već i kao popularizator znanosti, posebno geologije i kemije koje su bile njegove specijalnosti. Okupio je oko sebe velik broj europskih intelektualaca onog doba organizirajući debatna druženja u svom domu između ostalih i Davida Humea.

## Životopis

### Rođenje i školovanje
D'Holbach je rođen u Edelsheimu u sadašnjoj Njemačkoj u buržoaskoj obitelji i biva kršten 8. prosinca 1723. iako se smatra da je rođen nekoliko dana prije.
O njegovom školovanju se brinuo stric Franciscus "Franz" Adam von Holbach, koji je emigrirao u Francusku i naglo se obogatio špekulativnim poslovima na pariškoj burzi, dovoljno da 1720. dobije plemićku titulu pod krunom regenta Filipa II. Orleanskog. Pošto nije imao djece, veći je dio svog imetka i plemićku titulu pustio nećaku koji se s njim doselio u Francusku već u svojoj 12. godini života. D'Holbach se kasnije školovao na pravnom fakultetu sveučilišta u Leidenu u Nizozemskoj, u ono doba vrlo otvorenoj protoku novih ideja.
U Leidenu je osim pandekti i rimskog prava naučio engleski jezik i usavršio svoj francuski, koji će mu postati jezikom kojeg će najviše koristiti. Znanje engleskog jezika mu je povećalo dostupnost novih filozofskih djela, kao onih Thomasa Hobbesa i engleskih deista.
Završivši školovanje u Nizozemskoj, cijeli je život proveo u Francuskoj. D'Holbach se sprijateljio s Denisom Diderotom i bio je jedan od najznačajnijih suradnika u pisanju L'Encyclopédie, koju je uređivao uglavnom anonimno, bojeći se političkih i pravnih posljedica zbog poglavlja o politici i religiji koje je napisao. Organizirao je debatne salone u svom domu koji su ubrzo postali najživlje druženje prosvjetitelja onog doba u Francuskoj i Europi i jedini salon za diskusije vođen od samo jednog čovjeka.

### Osobni život
D'Holbach se nakon školovanja preselio u Pariz 1749. godine i godinu dana kasnije oženio se s Basile-Geneviève d'Aine, kćerkom svoje dalje rođakinje. Stric Franz Adam Holbach se otvoreno zalagao za sklapanje ovog braka, pošto je Basile-Genevieve podrijetlom iz vrlo bogate buržujske obitelji. Vjenčanje s pripadnicom pariške buržoazije čvrsto je vezalo d'Holbacha za pariški društveni i kulturni krug i Francusku općenito.
D'Holbachova supruga umire vrlo mlada već 27. kolovoza 1754. u svojoj 25. godini života, godinu dana nakon što je rodila njihovo prvo dijete, Françoisa-Pierre-Nicolasa. Talijanski pisac Alessandro Verri koji je u ono doba živio u Parizu u svom pismu bratu iznosi mišljenje da je d'Holbachov filozofski ateizam i njegova agresivna kritika religije djelomično vezana za tragičnu smrt supruge. Suvremeni autori uglavnom odbacuju ovo objašnjenje, pošto je poznato da je d'Holbach već ranije zauzeo stavove skepticizma i filozofskog ateizma.
Dvije godine nakon smrti supruge, d'Holbach stupa u svoj drugi brak u rujnu 1754. ovaj put s mlađom sestrom svoje prve žene, Charlotte-Suzanne d'Aine. S njom je imao troje djece, jedno muško dijete 1757. i dvoje ženske djece, jednu početkom i jednu krajem 1759. Veliki d'Holbachov prijatelj Denis Diderot će u svojim pismima ljubavnici Sophie Volland opisati njegov drugi brak kao brak bez ljubavi, za razliku od prvog.

### D'Holbachov salon
Iako je većinu svog vremena provodio na svom ladanjskom imanju u Granvalu, D'Holbach je koristio svoje bogatstvo na organiziranje jednog od najpoznatijih i najraskošnijih pariških salona, koji su ubrzo postali važno mjesto okupljanja autora Enciclopedie.
Sastanci su se redovito održavali od 1750. do 1780. dvaput tjedno, četvrtkom i nedjeljom, u D'Holbachovoj kući u rue Royale. Uzvanici su bili isključivo muškarci, a sadržaj diskusija je često bio puno širi i na višoj razini nego na sličnim pariškim salonima. To je privlačilo mnoge ugledne posjetitelje, koji su uz diskusije imali na raspolaganju i knjižnicu s više od 3000 svezaka i raskošnu gozbu. Druženja u salonu nisu bila namijenjena samo materijalistima i ateistima. Prisustvovali su političari i diplomati iz različitih europskih zemalja, uz filozofe i intelektualce različitih ideja i svjetonazora, od racionalističkih kršćana, preko deista voltaireovskog tipa, do otvorenih materijalista i ateista. Uobičajeni sudionici su bili: Diderot, Grimm, Condillac, Condorcet, D'Alembert, Marmontel, Turgot, La Condamine, Raynal, Helvétius, Galiani, Morellet, Naigeon i neko vrijeme Jean-Jacques Rousseau. D'Holbachov salon su posjetili i neki poznati britanski i američki intelektualci kao Adam Smith, David Hume, John Wilkes, Horace Walpole, Edward Gibbon, David Garrick, Laurence Sterne i Benjamin Franklin.
D'Holbach je bio poznat po svojoj velikodušnosti, te je često financijski pomagao svoje prijatelje, uključujući i Diderota. Pretpostavlja se da je velikodušni ateist Wolmar iz Jean-Jacques Rousseauove Julie, ou la nouvelle Héloïse inspiriran D'Holbachom.

### Posljednje godine života i smrt
Tijekom posljednjih godina života, d'Holbachovo se zdravlje naglo pogoršalo, djelomično i zato što su redom umrli gotovo svi njegovi bliski suradnici s kojima je obilježio francusko doba prosvjetiteljstva. Već je u 1777. godini doživio jak napad gihta i pijelonefritisa, što ga je gotovo usmrtilo. Diderot je u svojim bilješkama naveo da osim same bolesti zdravlje mu se pogoršala i navika agresivnih pokušaja samoliječenja pri kojima je znao uzimati i deset različitih lijekova na dan. Godine 1771. umire Helvetius, 1778. umire Voltaire, 1783. umire D'Alembert, a 1784. umire i njegov najvjerniji prijatelj Denis Diderot.
D'Holbach umire 21. siječnja 1789. u 66. godini života. Pošto su sva njegova protureligijska filozofska djela izdana u tajnosti i pod pseudonimiom, nisu postojale zapreke tome da se njegovo tijelo pokopa uz religijski obred. Pokopan je po kršćanskom obredu na groblju crkve Saint-Roch, uz svog prijatelja Diderota. D'Holbach nije doživio Francusku revoluciju koja je izbila nekoliko mjeseci nakon njegove smrti i koja će zauvijek promijeniti Francusku i Europu.

## Pisanje i filozofske misli

### Suradnja na projektuL'Encyclopédie
D'Holbach je u Parizu upoznao Denisa Diderota, koji će mu kasnije postati nerazdvojni prijatelj. Diderot ga je već 1751. uključio u izazovni projekt L'encyclopedie koji je imao za cilj stvoriti opću zbirku znanja onog doba. D'Holbach je napisao oko 400 članaka za enciklopediju, od drugog sveska na dalje, pišući uglavnom članke o kemiji i geologiji i obilno se koristeći u to doba vrlo naprednom njemačkom tiskanom literaturom. Svoje je članke u pravilu objavljivao anonimno, potpisujući se samo znakovima kao što su crtice i točke. Osim članaka o prirodnim znanostima, pisao je i o političkim i religioznim temama, često opisujući religiju u negativnom svjetlu.

### Protureligiozno djelovanje
Iako je neizmjerno doprinio pisanju opće enciklopedije, više je poznat po svojim pisanim djelima iz filozofije. Sva su njegova djela pisana anonimno ili pod pseudonimima i tiskana izvan Francuske, najčešće u Amsterdamu u izdavačkoj kući Marc-Michel Rey, često potpisujući djelo imenom umrlih autora i s lažnom oznakom mjesta i vremena tiskanja. U to je doba kraljev apsolutizam i utjecaj klera u Francuskoj nametnuo cenzuru određenim filozofskim idejama za prekršaje kojih su bile predviđene dugogodišnje zatvorske kazne i mučenje. Izdavanje svojih djela u tajnosti omogućavala su mu da izrazi svoja razmišljanja jasno i bez cenzure i autocenzure. D'Holbachovi filozofski radovi promicali su materijalizam i ateizam, te se danas uvrštavaju u filozofski pokret francuskog materijalizma. Godine 1761. pojavljuje se traktat pod naslovom Christianisme dévoilé ("Razotkriveno kršćanstvo") koje žestoko napada kršćanstvo i općenito religiju tvrdeći da je ona kočnica moralnom procvatu čovječanstva. Iako je djelo anonimno, povjesničari su ga na temelju njegovih drugih djela sa sigurnošću pripisali d'Holbachu.
U svom eseju Raztkriveno kršćanstvo d'Holbach je razmatrao razne problematične dijelove u toj religiji. U uvodu je kritizirao razvoj ranog kršćanstva, koje je i samo počelo proganjati druge religije različite od nje:
Kritički se osvrnuo i na priču o općem potopu, kao i na moral Boga u njoj:
Po pričama iz Biblije u kojima se spominje Bog, Holbach zaključuje da je isti zapravo moralno upitno biće:
Holbach se čudi ljudima koji misle da je normalan odnos Boga i ljudi taj da ljudi sve moraju učiniti za Boga a Bog im nikada ništa ni ne odgovora:
Holbach kritizira i Bibliju zbog nepostojanja neutralnih izvora koji potvrđuju njene navode te zbog raznih tajni u spisima:
Također napominje kako se radi o ljudima koji su prenijeli poruku Boga, a ne o samom Bogu:
Holbach retorički zaključuje da će radije vjerovati Filostratu da je postojao Apolonije iz Pergama, čije postojanje ne "šokira razum", nego da je Apolinije izvodio čuda.
Također odbacuje mučenike kao dokaz istinitosti ili ispravnosti neke relgije:
Holbach smatra da su kršćani preuzeli ideju o raspodjeli duša na pakao, čistilište i raj od Platona koji je podijelio duše u tri razreda: čiste, ona koje se mogu izliječiti i neizlječive.
Ovo je djelo kritizirao i Voltaire, koji je odbio optužbe za autorstvo i definirao opisane ideje "odbojnima". Voltaire se zalagao za filozofski stav deizma. Ovom je filozofskom djelu slijedio niz sličnih: La Contagion sacrée (1768. – "Sveta zaraza"), Théologie portative (1768. – "džepna teologija") i Essai sur les préjugés (1701. – "Esej o predrasudi"). D'Holbachu je u promicanju svojih ideja pomagao Jacques-André Naigeon, njegov najuvjereniji sljedbenik.

### Sustav prirode
Godine 1770. D'Holbach je objavio njegovo najpoznatije književno djelo "Sustav prirode" (Le Système de la nature), pod lažnim imenom Jean-Baptiste de Mirabaud, sekretara Francuske akademije Academie Francaise koji je umro dest godina prije objave. U ovom filozofskom djelu D'Holbach niječe postojanje Boga, te odbija prihvaćanje argumenata "a priori" kao dokaza. Opisuje svemir kao skup materije u pokretu, determiniranu neumoljivim prironim zakonima uzroka i posljedice. Tvrdi da nema potrebe pozivati se na nadnaravne sile da bi se objasnilo nastajanje i postojanje stvari u prirodi.
Sustav prirode je opširno djelo koje opisuje čvrsti naturalistički pogled na svijet. Neki su d'Holbachovi sljedbenici ukazali na to je ovakav pogled na svijet posljedica utjecaja njegovog bliskog prijatelja Denisa Diderota. Diderot bi čak mogao biti i autor nekih dijelova "Sustava prirode".  Neovisno o stupnju Diderotova utjecaja na stvaranje "Sustava prirode", d'Holbach je ovim djelom dosegao kulminaciju francuskog materijalizma i ateizma onog doba.
D'Holbachova kritika religije je imala za cilj prvenstveno kritiku tadašnjeg morala. Po njegovom mišljenju, institucija Crkve je najveća prepreka društvenom boljitku. Temelji moralnosti se stoga ne bi trebali tražiti u svetim spisima, već u sreći:
D'Holbachove radikalne ideje temelje se na pretpostavci da bi ljudi trebali odbaciti pohlepu i da bi u svom postojanju morali biti motivirani potragom za "prosvijećenom sebičnošću", etičkim principom prema kojem promicanje interesa bližnjega suži i vlastitom interesu. On suprotstavlja ovaj princip praksi sebičnog zadovoljavanja samo vlastitih potreba. Petnaesto poglavlje prvog djela "Sustava prirode" nosi naslov "O istinskom čovjekovom interesu, ili o si on stvara iz sreće. Čovjek ne može biti sretan bez vrline."
Mnogi su d'Holbachovi suvremenici ovo eksplicitno ateističko i materijalističko književno djelo smatrali posebno uznemirujućim, tako da je došlo do žestokih reakcija od strane Crkve i nekih filozofa. Katolička crkva je je zaprijetila francuskoj kraljevskoj kući uskraćivanjem financijske podrške ako ne zabrani tiskanje i opticaj ove knjige. Velik se broj intelektualaca u svojim djelima bavio pobijanjem teza iz "Sustva prirode". Katolički teolog Nicolas-Sylvestre Bergier napisao je kritiku ovog djela koju je naslovio "Pregled materijalizma" (Examen du matérialisme). Odgovor na ovo djelo je napisao i Voltaire u članku "Dieu" u Dictionnaire philosophique te Fridrik II. Veliki.

## Utjecaj
Filozofski materijalizam Barona d'Holbacha utjecat će na Karla Marxa i njegov povijesni materializam. Marx je za razvoja svog filozofskog sustava proučavao d'Holbachova djela kao i djela njegovog sljedbenika, francuskog filozofa Helvetiusa.

## Vanjske poveznice
- Sustav prirode – engleski prijevod, pristupljeno, 30. studenog 2013.
- Paul Holbach na Stanfordskoj enciklopediji, pristupljeno, 30. studenog 2013.